# Metasarca euphancra
Metasarca euphancra là một loài bướm đêm trong họ Noctuidae.